# Фрейзер Форстер
Фрейзер Джерард Форстер (англ. Fraser Gerard Forster; нар. 17 березня 1988, Хексем, Англія) — англійський футболіст, воротар збірної Англії та «Тоттенгем Готспур».

## Клубна кар'єра
Вихованець футбольної школи клубу «Ньюкасл Юнайтед». Дорослу футбольну кар'єру розпочав 2006 року в основній команді того ж клубу, де провів два сезони, ні разу не зігравши в іграх чемпіонату. 
Згодом з 2008 по 2010 рік грав у складі команд клубів «Стокпорт Каунті», «Бристоль Сіті» та «Норвіч Сіті».
Своєю грою за останню команду привернув увагу представників тренерського штабу шотландського «Селтіка», до складу якого приєднався 2010 року на правах оренди. Відіграв за команду з Глазго наступні два сезони. Більшість часу, проведеного у складі «Селтіка», був основним голкіпером команди. 2012 року приєднався до клубу «Селтік» на повноцінній основі.
8 червня 2022 року лондонський «Тоттенгем Готспур» оголосив про підписання контракту з воротарем, що набрала чинності першого липня.

## Виступи за збірну
15 листопада 2013 року дебютував в офіційних матчах у складі збірної Англії у товариській грі проти Чилі.

## Досягнення
«Селтік»
- Чемпіон Шотландії: 2011–12, 2012–13, 2013–14
- Володар кубка Шотландії: 2010–11, 2012–13
- Володар Кубка шотландської ліги: 2019–20

«Тоттенгем Готспур»
- Переможець Ліги Європи УЄФА: 2024–25